# 布兰加
布兰加（Buranga）是印度尼西亚东南苏拉威西省的一个城镇，是北布顿县的县治所在，位于苏拉威西岛东南的布顿岛北部，东邻班达海。2010年统计，布兰加所在的波尼古努区（Kecamatan Bonegunu）共有7,727人。

## 资料来源
1. ↑  Biro Pusat Statistik, Jakarta, 2011.